# 峰不二子
峰 不二子（みね ふじこ）は、モンキー・パンチの漫画作品およびそれを原作とするアニメ『ルパン三世』シリーズに登場する架空の人物。

## 人物
ルパン三世一味の紅一点。ある時はルパンの敵であり、味方であり、時には恋人である。
名前の由来は『霊峰不二』から。原作者のモンキー・パンチが名前を考えていたとき、カレンダーの富士山の写真が目に入ったからで1分も経たずに決まり、『霊峰不二』の「霊」を取り、「不二」に「子」をつけ字面がいいのでそのままつけたとも答えている。
不二子のイメージ・モデルとなった設定・人物は、『007』のボンドガールや小説『三銃士』に登場する女スパイのミレディー・ド・ウィンターである。この他、マリアンヌ・フェイスフルがモデルである説もあり、また作者であるモンキー・パンチの中学時代の初恋の女性もモデルの1人である。

### 原作
初期は一貫した人物設定はなく、話により異なった謎の人物として登場する。このことについてモンキー・パンチは、上述のボンドガールのように話によって違うタイプの女性を登場させたかったが、週刊誌での連載で毎週人物設定を作るのは困難なことから「性格が違っても、コスチュームが違ってもまあ何でもいいやって（笑）。全部、不二子にしちゃえってね」と登場する女性の名前をすべて不二子にしていたことが発端であることを後年に明かし、ここから、同一のキャラクターでありながら千差万別の要素を持つ峰不二子というキャラクターが生まれたという。
初登場は第3話「死んでゆくブルース」で、この時はルパンと手を組み、とある財閥の息子を罠にかけて無実の罪で投獄させルパンと共に財閥を乗っ取る悪女であった。その後、第11話では古い知人、第19話では部下の1人、第20話では婦人秘密捜査官、第30話では探偵社の社長、第64話ではルパンの入学した東西京北大学の先輩（銭形警部も同大学に在籍し、その恋人）、第66話では同じ大学の同じ学部の同級生、第69話では敵対組織ネズミ一族の1人、第75話では不私刑（フリンチ）の部下、という具合で、知り合い・仲間ということもあれば初対面の赤の他人、果てはルパンの幻覚ということもある。第11話では医者の父親を、第24話では科学者の兄をルパンによって殺されている。
『ルパン三世 新冒険』よりルパンの仲間としてある程度の人物設定が固定される。固定後の不二子は、むしろルパンに冷遇されることが多い。男爵との勝負では次元大介、石川五ェ門の救出を優先して不二子を男爵に譲ったり、不二子をクビにして別の従順な女性をメンバーにしようとしたこともあった（この時は、次元も五ェ門も不二子の擁護に回った）。「ボディ・スチール」では、アニメでは最終的に老人の脳と交換されるのは銭形だったが、原作では不二子である。逆に次元や五ェ門らから疎まれることはほとんどなく、「キャ!!デラックス」で五ェ門に小悪魔と評された以外は悪く言われたことはない。

### アニメ版
誰もが見とれるグラマーな美女だが、自分の欲望に忠実な悪女で、目的のためならためらいなく他人を裏切る。TVシリーズでは、ルパンが苦労して手に入れた宝をルパンの隙を突いて奪い去るシーンが多いが、その後不二子に災いが振りかかったり、不二子は宝を入手できずに終わったことも多い。ルパン一味では五ェ門と同じように単独行動または別行動することが多く、劇場版もしくはテレビスペシャルでは途中でルパンと合流しているケースが多い。また、ときどき政府機関や各国政財界の大物から特別な依頼を受けることがある。
話によっては宝石や金品が目当てで、ゲストキャラクターと手を組み、ルパン一味を一時的にせよ敵にまわすこともしばしばである。しかし用済みとなった後は逆に裏切りを受けるなど自身が騙されることも多く（そのため敵に捕まるシーンも多く見られ、ルパンから「よく縛られてる」と言われたことがある）、『1$マネーウォーズ』では利殖詐欺にひっかかり、二度も全財産（一度目は8千万ドル、二度目は1千億ドル）を失ったりもしている。また、銭形と手を組みルパン逮捕に協力することもあった。（その一方で『TV第2シリーズ』第56話｢花吹雪 謎の五人衆 後篇｣の冒頭で、五ェ門が白浪五人衆に籠絡された際には「五ェ門が裏切った」と批判している）。もっともルパン一味も不二子の裏切りを前提にして作戦を立てていることがほとんどであり、終盤不二子が金品宝石を手にできず、痛い目にあう描写がよく見られる。ただし、物欲や所有欲こそ旺盛であるが権力欲や出世欲は一切なく、『TV第2シリーズ』 第63話「罠には罠を!」では、ホワイトハウスを指して「あの中には、私の欲しい物は何もないわ」と切り捨てている。
ルパンを裏切る一方で、ゲストキャラクターの罠によって命の危険にさらされたり、死んだと思った時は悲しんだり驚いたりするなどそれなりにルパンを想う描写がたびたび見られる。『TV第2シリーズ』第16話「二つの顔のルパン」では、「ルパンが本当に殺人鬼なら、あなたを殺して私も死ぬ」と口にしており、同第20話「追いつめられたルパン」では、負傷した次元を庇って窮地に陥ったルパンを単身で救い、2人で籠城した末に、軍隊の総攻撃の中、共に自決しようとしていた。
『TV第1シリーズ』ではエンディングアニメーションや本編でオートバイにツナギで疾走するシーンが登場する。これは監督を務めた大隅正秋によると、1968年に公開された映画『あの胸にもういちど』でマリアンヌ・フェイスフルが演じたレベッカ役をモデルにしたのだという。
変装についてはカツラや眼鏡など簡単なもので済ませており、（国際指名手配犯でありながら）上述の依頼時も素顔・本名で接することがほとんどである。しかし、変装技術に関してはルパンに匹敵するほどの能力を持っており、男性に変装するシーンも時折見られる。『TV第1シリーズ』第9話「殺し屋はブルースを歌う」ではルパン、『新ルパン三世』第1話「ルパン一家勢ぞろい」では次元に変装したこともある。
愛用の拳銃はFN ブローニングM1910、レミントン・デリンジャー。後者は『TV第2シリーズ』OP4期で、口紅を銃弾にして撃つシーンがある。TVスペシャル『ワルサーP38』ではシグ P230を使用していた。ただし不二子は特定の銃器に執着せず、愛用というほど活躍するシーンはない。拳銃以外ではサブマシンガンを好んで使用する。愛用のたばこはモア・メンソール。ただし、愛煙家のルパンや次元と違い、不二子がたばこを吸う光景は少ない。『LUPIN THE IIIRD 血煙の石川五ェ門』ではマリファナらしきものを使用している描写がある。愛用の香水は「シャネルの5番」であるが、これも実際に使用しているシーンはほとんどない。またその他の車や服飾品や所持品も、愛用云々以前に常用しているもの自体がほとんどない。
メカについては自ら「男の次に得意」と語るほどの技能を備えており、身の丈以上の大きさをした銃火器類は勿論のこと、フォーミュラカーや戦闘機、ドローンまで軽々と扱い、戦術知識については他のルパンファミリーに勝るとも劣らない。大型バイクを操るシーンも多く、主にハーレーダビッドソンを愛用している。楽器の演奏も可能で、『グッバイ・パートナー』では即興のジャズピアノ演奏を見せている。一方、料理は苦手としており、『PART6』でウエイトレスに扮してサンドイッチを作った際は、注文した殺し屋の客（ルパンと次元の変装）から味を酷評されている。
格闘能力についても非常に高く、『カリオストロの城』以降の作品では兵士やSPを投げ飛ばしたり、敵方のボディガードをパンチ1発でKOしたりする描写が数多く見られる。映画『DEAD OR ALIVE』では、不二子が武術の達人という設定となり、自分よりはるかに大柄で筋肉質の女性を投げ飛ばす描写や、徒手空拳で敵集団と大立ち回りを演じるシーンもある。
惨たらしい光景を目の当たりにすることで気を失うという一面もある。『TV第2シリーズ』第66話「射殺命令!!」では、ルパンの手作りによる水銀弾で撃たれたことにより木っ端微塵になって跡形もなく消し飛んでしまったビューティーを見て、ショックのあまり悲鳴を上げて気絶した。
TVシリーズでは、回によっては男性ゲストキャラクターと結婚直前もしくは結婚式を挙げることがある。その場合、相手は必ず大金持ちであるか、貴族階級の二枚目である。全ての結婚・婚約は、結局履行にまで至っていない。アニメではルパン三世との最初の出会い場所はギリシャのパルテノン神殿という設定にされている作品もある。
基本的に狙っているものは、お金や宝石、高額のお金に換金できそうなもの全般である（一方でTV第2シリーズ152話「次元と帽子と拳銃と」の終盤では、次元のために彼愛用の帽子を高額のお金を注ぎ込んで帽子屋に作らせてプレゼントするという普段見せない行動をとる）。しかし、自らの美貌がやがて失われる可能性を恐れて、不老不死になることも求めており、金以上の執着心を見せ、形振り構わない行動に出ることも多い。ルパンに不老不死の秘薬を作成するための教典を盗ませようとするも、教典はすでに灰化していたために失敗した上に、自身と同じく男を惑わす悪女であるエマニエルと私闘を演じたことや、ドラキュラの涙という宝石を使って不老不死の薬を得ようとしたが、ルパンがそれの入ったグラスを叩き落としたために失敗し、腹いせにルパンを殴り飛ばしたという例がある。劇場版『ルパンVS複製人間』ではマモーと結託し、ルパンたちを徹底的に陥れてまで自ら不老不死になろうとしたが、クローン技術を使った見せ掛けに過ぎなかったためにその願いは叶わなかった。コラボレーション作品である『ルパン三世VS名探偵コナン THE MOVIE』では江戸川コナンや灰原哀が幼児化した薬であるAPTX4869に目を付けている。黒ずくめの組織に所属していた頃の宮野志保（灰原哀の本来の姿）と面識があり、彼女の組織内でのコードネームがシェリーであることも知っていた。薬を完成させるために取引を持ち込もうとするもその目的が自身の若返りとボロ儲けであったために彼女からはかなりの失望を買ってしまっている。その後、江戸川コナンを助けることを条件に薬の秘密を教えるように彼女に迫るが結局、約束を反故にされた（その際に自身が彼女に言った言葉をそっくりそのまま返されている）。
仲間の呼び方は他の三人と同じである。また、銭形に対しては、本人がいないシーン（銭形の噂をする場合など）では基本的に「銭形」と呼び捨てだが回によっては「銭形警部」、「銭形さん」、一度だけ「とっつあん」と呼んだこともある。但し、銭形本人と直接会話するときは、基本的に「さん」などの敬称を付して呼んでいる。なお、銭形に対して敵ながら親しみの感情を抱いているところは他の三人と同じである。
不二子の先祖や子孫が登場する作品もある。TVスペシャル『霧のエリューシヴ』では、500年前の先祖として盗賊の「お不三」が登場している。気の強さや、お宝への執着心などが不二子と共通しており、これらの気質は子孫に色濃く受け継がれているようである。担当声優は関根麻里。また、2883年（2007年から876年後）の子孫はショートヘアで、裏切り癖の血筋が引き継がれているようであった。声優は日本テレビアナウンサー（当時）の西尾由佳理。
ルパンファミリーの中では一番作画に変化が見られるキャラクターで、各作品ごとに毛髪の色・髪型・長さ・目つきが異なる。『ルパン三世』公式の携帯サイトでは、オリジナルの待ち受け画面として街中で『TV第1シリーズ』と『TV第2シリーズ』の不二子がすれ違うシーンが登場したことがある。作品によってはバストトップが描かれたこともある。

## 人気
フィクションのキャラクターとしての人気は性別や年齢を問わず高く、強い女性やセクシーな女性、魔性の女、などの象徴やイメージとしての先駆的ポジションとしてもメジャーである。
特に女性からの支持は厚く、長年不二子を演じてきた増山江威子のインタビューによれば、不二子のファンは女性が圧倒的であり、増山自身も「不二子は理想の女性像である」と語っている。そのプロフィールやイメージが持つ魅力は、女性の目指す理想像としても高く評価されている。また、増山は不二子について「男性への甘えは女性なら誰でも出来るが、不二子は甘えながらもルパンにすべてを委ねることはしない、甘えの中に常に冷めた部分も持ち合わせる女性」と評している。2011年から不二子を演じてきた沢城みゆきはインタビューで、「私そんなに不二子さんのこと好きじゃないかなぁ(笑)。うーん、困っちゃいますね。やっぱり、彼女を許したくなっちゃうところがものすごく大事なんですよ。本当に大事。許す対象だから好きとはまた違うかもしれません。あえて挙げるとしたら、今作でも言っているんですけど、『できもしない嘘はつきたくない』っていうところは好きかもしれませんね。」と語っている。他にも次元がよく言う「あの女と関わってもいいことねぇぞ」に同意しているが一方でルパンとの関係についても微妙ながらも特別な関係性があることも語っていた。2014年に不二子を演じた黒木メイサはインタビューで、「不二子って女性から見ても憧れるっていうか、こんな生き方ができたら楽しいだろうなって。そういう気持ちを演じながら楽しんでいましたね。女として生まれたからには不二子みたいな生き方をしたいっていうか、来世ではそうします。''裏切りはアクセサリーよ''とか言って(笑)。お風呂上がりにすぐケンカが始まるのも刺激的で楽しいじゃないですか。楽しすぎますよ。」と語っている。
男性人気について、モンキー・パンチは「男性心理として不二子はぴったり」とも答えている。ルパンの初代声優である山田康雄は、不二子の男性人気やルパンが不二子を追うことについて「結局は逃げられるのを分かっているが、だからこそ余計にのめり込む」と述べており、「"われ笛ふけどきみ踊らず"っていうこの気持ち、男としてはよく分かります。共感する部分があるんですね。男として。男が女を求めるのは理屈じゃないんです」と語っている。

### 理想像としての評価
現実世界においてもセクシーさや格好良さなどの魅力のシンボルとして、よく例として挙げられ、代名詞として定着している。特にグラビアジャンルでは“リアル峰不二子”という呼称が使われることがある。
またフィクションのキャラクターでありながらその完成度をもってリアルな理想として女性を牽引しており、女性からのリクエストに応える形でバンダイの化粧品ブランド「CreerBeaute（クレアボーテ）」が不二子のセクシーさをコンセプトにしたリップグロス、アイライナー、マスカラなどを発売し、「アンフィ（AMPHI）」によるコラボ「グラマリッチブラ」や、「TRAIN（トレイン）」とのコラボでストッキングなどを扱う「《女の欲望》峰不二子」シリーズが発売されている。2019年にはUSJのイベントで販売されたグッズが女性に人気を博し、これらは一般販売されるグッズとしては際どいデザインながら担当者によれば「峰不二子だからチャレンジできた」ものである。

## スピンオフ作品
雑誌『ルパン三世officialマガジン』にて連載されていた鈴木イゾ作画の漫画『M.F.C. 女泥棒会社峰不二子カンパニー』にて、主人公山田幸子が勤務することになる泥棒会社「M.F.C.」を経営し、社長を務めている。ただし、社員たちへの盗みの命令は、どれも不二子の個人的私怨に関わっている内容ばかりであり、さらには守銭奴の不二子が社長のために、少ない経費で仕事のやりくりをせねばならなくなっている。それ故に、課長とは毎回壮絶な喧嘩をしているようで、社員たちの苦労が絶えない。
スピンオフ作品『ルパン小僧』ではルパン三世との間に子供（ルパン小僧）を儲けている。ただし、原作にゲスト出演したルパン小僧本人は、本編中の不二子に対して、「あんたは偽者で、俺の母親が本物の峰不二子だ」と言っており、一方で不二子は「ルパン三世とそういう関係になった事はない」と言っている。

## プロフィール
- 身長：167cm[27]
- 体重：50kg[27]
- バスト：99.9cm[27]
- ウェスト：55.5cm[27]
- ヒップ：88.8cm[27]

スリーサイズがゾロ目なのは、原作者のモンキー・パンチいわく「覚えやすいから」。原作は元々、身長体重スリーサイズ国籍設定はなく、アニメを機に設定され、映画『ルパン三世VS名探偵コナン THE MOVIE』にて初めて台詞で描写される。
- 好きなもの：お金、宝石、美男
- 苦手なもの：カエル、ヘビ、狭い空間（閉所恐怖症）、ルパン三世[ep 10]
- 国籍：日本[27][注 4]北海道浜中町出身

## 配役

### メイン
初代
- 二階堂有希子
  - TVシリーズ（『ルパン三世 (TV第1シリーズ)』）

二代目（およびパイロット版）
- 増山江威子
  - パイロット版（シネマスコープ、TV版）
  - TVシリーズ（『ルパン三世 (TV第2シリーズ)』『ルパン三世 PARTIII』）
  - TVスペシャルシリーズ（第1作『ルパン三世 バイバイ・リバティー・危機一発!』 - 第21作『ルパン三世 the Last Job』）
  - 劇場版シリーズ（第1作『ルパン三世 ルパンVS複製人間』 - 第6作『ルパン三世 DEAD OR ALIVE』、第4作『ルパン三世 風魔一族の陰謀』を除く）
  - OVA（第2作『ルパン三世 生きていた魔術師』、第3作『ルパン三世 GREEN vs RED』）

三代目
- 沢城みゆき
  - TVシリーズ（『LUPIN the Third -峰不二子という女-』『ルパン三世 PART IV』『ルパン三世 PART5』『ルパン三世 PART6』）
  - TVスペシャルシリーズ（第22作『ルパン三世 血の刻印 〜永遠のMermaid〜』 - ）
  - 劇場版
    - シリーズ（第7作『LUPIN THE IIIRD 次元大介の墓標』 - ）
    - 番外編『ルパン三世VS名探偵コナン THE MOVIE』

### その他の声優
- 小山茉美
  - OVA、劇場版シリーズ（第1作、第4作『ルパン三世 風魔一族の陰謀』）
- 横山智佐
  - 『ルパン三世 D2 MANGA』
- 上野アサ
  - 『ルパンしゃんしぇい』

### 俳優
- 江崎英子
  - 実写映画『ルパン三世 念力珍作戦』
- 沙羅さおり
  - ミュージカル『ルパン三世 I'm LUPIN』
- 黒木メイサ
  - 実写映画『ルパン三世』
- 大湖せしる
  - ミュージカル『ルパン三世 -王妃の首飾りを追え!-』
- 市川笑也
  - 新作歌舞伎『流白浪燦星』(ルパン三世)

### 英語吹替版
- コリンヌ・オル
  - 全日空機内上映版 - 『ルパンVS複製人間』
- エディ・マーマン 
  - ストリームライン・ピクチャーズ版 - 『ルパンVS複製人間』、『ルパン三世 カリオストロの城』、『ルパン三世 (TV第2シリーズ)』
- ミシェル・ラフ
  - パイオニア版 - 『ルパン三世 (TV第2シリーズ)』、『ルパンVS複製人間』、『ルパン三世 カリオストロの城』、『ルパン三世 魔術王の遺産』
  - ファニメーション版『LUPIN the Third -峰不二子という女-』
  - 『ルパン三世 血の刻印 〜永遠のMermaid〜』、『ルパン三世 PART IV』、『ルパン三世 PART5』
- ドロシー・ファーン
  - マンガ・エンターテイメント版 - 『ルパン三世 カリオストロの城』
- トニ・バリー
  - マンガ・エンターテイメントUK版 - 『ルパン三世 ルパンVS複製人間』、『ルパン三世 バイバイ・リバティー・危機一発!』
- ミシェル・シードマン
  - アニメイゴ版 - 『ルパン三世 風魔一族の陰謀』
- メレディス・マッコイ
  - ファニメーション版 - 『ルパン三世 くたばれ!ノストラダムス』、『ルパン三世 DEAD OR ALIVE』、『ルパン三世 ルパン暗殺指令』 - 『ルパン三世 1$マネーウォーズ』
- クリスティーナ・ヴィー
  - 『LUPIN THE IIIRD 次元大介の墓標』

## その他
漫画『名探偵コナン』の登場人物である工藤有希子とベルモット / シャロン・ヴィンヤードは不二子がモデルとなっており、原作者の青山剛昌は「工藤有希子がいいほうの峰不二子、ベルモットが悪い時の峰不二子」と表現している。また、有希子の旧姓「藤峰」は「峰不二」を逆さ読みにしており、名前はTV第1シリーズで不二子の声優を務めた二階堂有希子から由来している。